# 루이지 피란델로
루이지 피란델로(Luigi Pirandello, 1867년 6월 28일 ~ 1936년 12월 10일)는 이탈리아의 극작가이다.

## 생애
유황 광산주의 아들로 태어나 자신의 뒤를 잇기를 원하는 부친의 의사와 달리, 사업에는 관심이 없었으며 공부하기를 원했다. 처음에는 시칠리아의 수도인 팔레르모로 갔다가, 1887년 로마대학교에 진학했다. 그러나 고전 문학교수와 논쟁을 벌인 뒤, 이듬해 독일의 본대학교에 편입해 1891년 아그리젠토 방언에 관한 논문으로 문학박사학위를 받았다. 1894년 아버지의 동업자인 부유한 유황 광산주의 딸 안토니에타 포르툴라노와 결혼했다. 아내가 가져온 결혼지참금 덕분에 경제적으로 독립해 로마에서 살면서 글을 쓸 수 있게 되었다. 1903년에 산사태가 일어나는 바람에 아내와 아버지가 투자한 유황 광산이 폐쇄되었다. 하루아침에 빈털터리가 된 피란델로는 로마의 사범대학에서 이탈리아어를 가르쳐 생계를 꾸려나가야만 했다. 경제적 재난으로 아내는 피해망상증에 걸렸다. 이 병은 남편에 대한 광적인 질투로 나타났다. 그의 고통은 1919년 아내가 요양원에 수용된 뒤에야 끝이 났다(아내는 1959년에 죽음). 초기 단편에서 이미 드러나기 시작한 그의 가장 독특한 주제, 즉 '변화무쌍한 인간성 내부 세계에 대한 탐구'가 결정된 것은 이 쓰라린 경험을 통해서였다. 피란델로는 자신의 예술에 대해 "생각컨대 인생은 매우 슬픈 익살이다. 왜, 무엇을 위해 그러는지, 그 욕망이 어디서 오는지는 알 도리가 없지만, 우리는 하나의 현실을(저마다 다른 현실을 각자 하나씩) 창조함으로써 끊임없이 자신을 속이려는 욕망을 우리 속에 가지고 있기 때문이다. 우리는 이따금 이 현실이 헛되고 실체가 없다는 사실을 발견한다… 내 예술은 자신을 속이는 모든 사람들에 대한 쓰라린 연민으로 가득 차 있다. 그러나 이 연민 뒤에는 반드시 인간을 자기 기만으로 몰아넣는 운명의 잔인한 비웃음이 따라오게 마련이다"라고 말했다. 이 절망적인 견해는 피란델로의 희곡에서 가장 힘차게 표현되었다. 그의 희곡은 처음에는 지나치게 '지적'이라는 비판을 받았지만, 나중에는 그 밑에 깔려 있는 감수성과 연민으로 인정을 받았다. 사무원과 교사 및 하숙집 주인처럼 평범한 상황에 놓여 있는 사람들을 주로 다루면서도 그러한 주인공들의 변화하는 운명에서 보편적인 인간의 의미를 결론으로 끌어낸다. 1934년에 노벨 문학상을 수상하였다.

## 작품 세계
[시]
- <유쾌한 파멸 Mal giocondo>(1889)
- <제아의 부활절 Pasqua di Gea>(1891)
- <로마 비가 Elegie romane> (1896)

[소설]
- <추방자 L'esclusa> (1901)
- <차례 Il turno> (1902)
- <고(故) 마티아 파스칼 Il fu Mattia Pascal> (1904)
- <늙은이와 젊은이 I vecchi e i giovani> (1913)
- <하나, 없음, 그리고 10만 Uno, nessuno e centomila> (1925∼26)

[희곡]
- <의사의 의무> (1912)
- <작가를 찾는 6명의 등장 인물 Sei personaggi in cerca d'autore> (1921)
- <엔리코 4세 Enrico Ⅳ> (1922) <여러분이 그렇다면 그런거죠, cosi e se vi pare>